# Cleora discipuncta
Cleora discipuncta là một loài bướm đêm trong họ Geometridae.